# Stadtsteinach
Stadtsteinach este un oraș din districtul Kulmbach, regiunea administrativă Franconia Superioară, landul Bavaria, Germania.

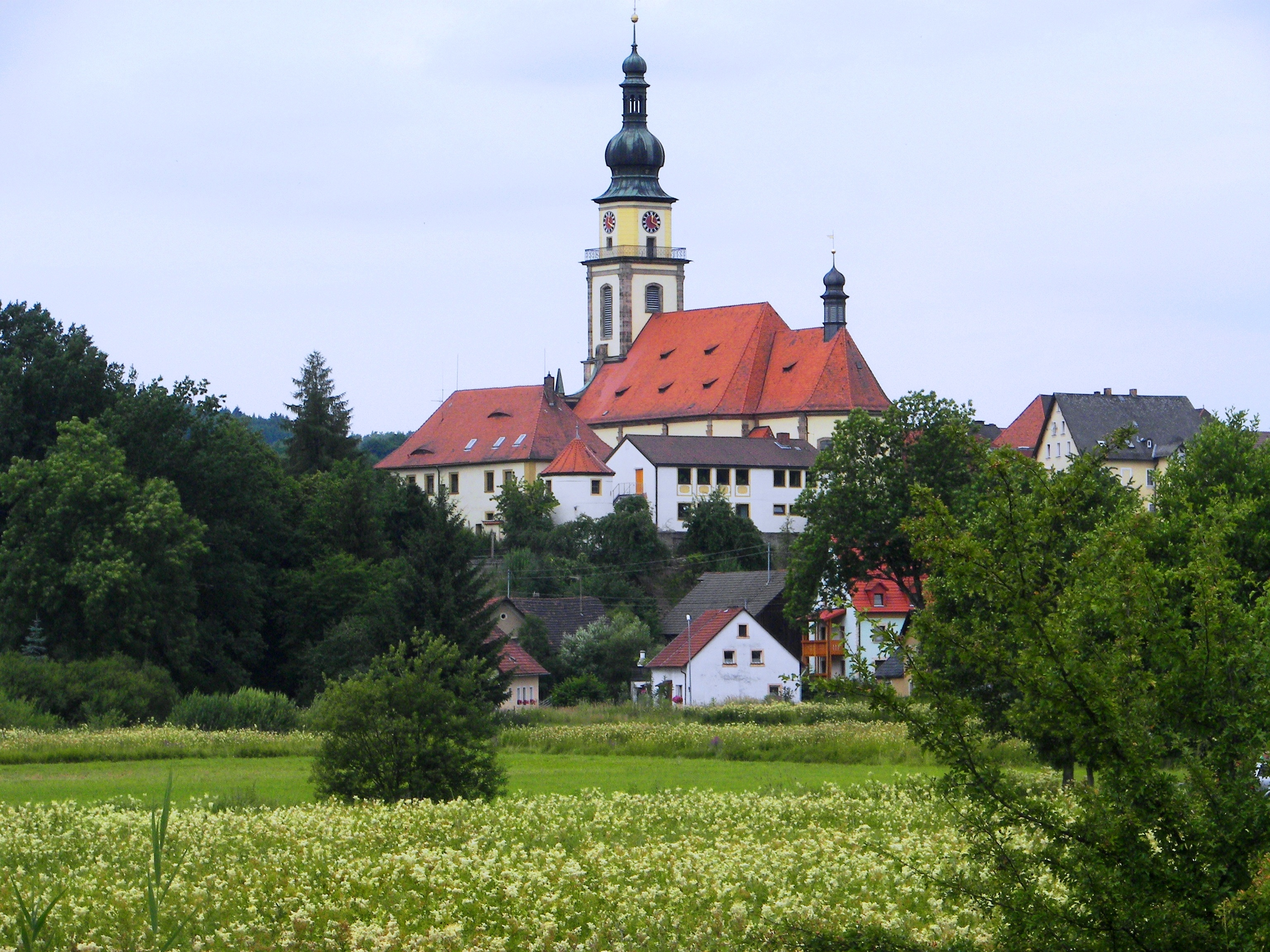
Stadtsteinach